# Школа № 11 (Мелитополь)
Сре́дняя общеобразова́тельная шко́ла № 11 — общеобразовательное учебное заведение в городе Мелитополь Запорожской области.

## История
Школа открылась в 1936 году, став первым в городе учебным заведением, построенным в годы советской власти. Первым директором школы был Иван Афанасьев. Во время немецкой оккупации школа закрылась, и в ней располагался немецкий военный госпиталь. Но в 1943 году, как только Мелитополь был освобождён советскими войсками, школа снова открылась.
В 2006 и 2011 годах (к 70-летию и 75-летию школы) школе были подарены 2 компьютерных класса.
17 января 2010 года, во время первого тура президентских выборов, в окно кабинета иностранного языка была брошена бутылка с зажигательной смесью. Случился пожар, но в течение 2 недель кабинет был восстановлен.

## Инфраструктура
В школе работают зоологический музей, библиотека, спортзал, мастерские, музей боевой славы.
Фасад школы долгое время нуждался в ремонте, и был отремонтирован в 2012 году.

## Внеклассная работа
В школе работает пресс-центр Школы юных журналистов.
Сотрудники Приазовского национального природного парка часто организуют для школьников лекции и викторины на экологическую тематику.

## Традиции
За неделю до последнего звонка в школе проводится праздник «Шаг к звёздам», на котором вручаются благодарности, награждаются победители олимпиад.

## Достижения
Ученик школы № 11 Эдуард Щебет был победителем Всеукраинской олимпиады по географии.
В составе сборных города ученики школы добивались успеха на Всеукраинском турнире юных журналистов и областных шахматных турнирах.

## Известные учителя
- Борисов Владимир Петрович (род. 1930) — учитель физики в СШ № 11 в 1965—1990 годах, заслуженный учитель Украины.[14]

## Известные ученики
- Вальтер, Сергей Георгиевич (род. 1958) — бывший городской голова Мелитополя с 2010 года до 2015.[15]
- Буянов Юрий Анатольевич (1964—1982) — участник Афганской войны, кавалер ордена Красной Звезды.[16]